# Медаль «Федеральная пограничная служба Российской Федерации»
Меда́ль «Федера́льная пограни́чная слу́жба Росси́йской Федера́ции» — ведомственная медаль ФПС России, учреждённая приказом ФПС РФ № 309 от 5 июля 1995 года. В связи упразднением ФПС России 11 марта 2003 года и вхождением пограничных войск в состав ФСБ РФ, награждение данной медалью прекращено.

## Правила награждения
Согласно Положению медалью «Федеральная пограничная служба Российской Федерации» награждались военнослужащие и гражданский персонал ФПС России, а в отдельных случаях другие граждане Российской Федерации за особый личный вклад в охране государственной границы, оказание помощи пограничным войскам в решении служебно-боевых задач по охране и защите государственной границы, представители пограничных органов зарубежных государств, а также другие лица, оказывающие содействие в решении задач, стоящих перед ФПС России.